# 易卜拉欣·乔拉克
易卜拉欣·乔拉克（土耳其語：İbrahim Çolak，1995年1月7日—）生于伊兹密尔官邸区，是一名土耳其男子竞技体操运动员，主攻吊环项目。他在2000年时开始练习体操，当时他的叔叔向他推荐这项运动。2018年4月，科拉克在英国格拉斯哥进行的欧洲男子竞技体操锦标赛吊环项目上摘得银牌，刷新土耳其在欧洲竞技体操锦标赛上的最好名次。2019年10月，乔拉克在德国斯图加特进行的世界竞技体操锦标赛吊环项目上以14.933的成绩摘得金牌，为土耳其实现竞技体操世锦赛金牌零的突破。